# Hlohov (Zvěstov)
Hlohov je vesnice v okrese Benešov, která je součástí obce Zvěstov. Nachází se cca 2 km na jih od Zvěstova. Je zde evidováno 16 adres.

## Historie
První písemná zmínka o vesnici pochází z roku 1390. Hlohov vlastnili Hlohovští z Hlohova, kteří ve 14. století obývali tvrz zdobenou jejich erbem s lilií.[zdroj⁠?!] Roku 1840 obývalo 14 domů ve vsi 111 obyvatel. Nedaleko Hlohova stojí při cestě do Šlapánova mezi dvěma javory zděná kaplička. Její hranol je nahoře rozšířen v širokou římsu, má štít s výklenkem, taškovou střechu a na ní dvojitý železný křížek. Na podstavci se nalézá výklenek s dřevěnými mřížemi a v něm obrázek svatého Marka. Kaplička pochází asi ze 17. století.

## Galerie

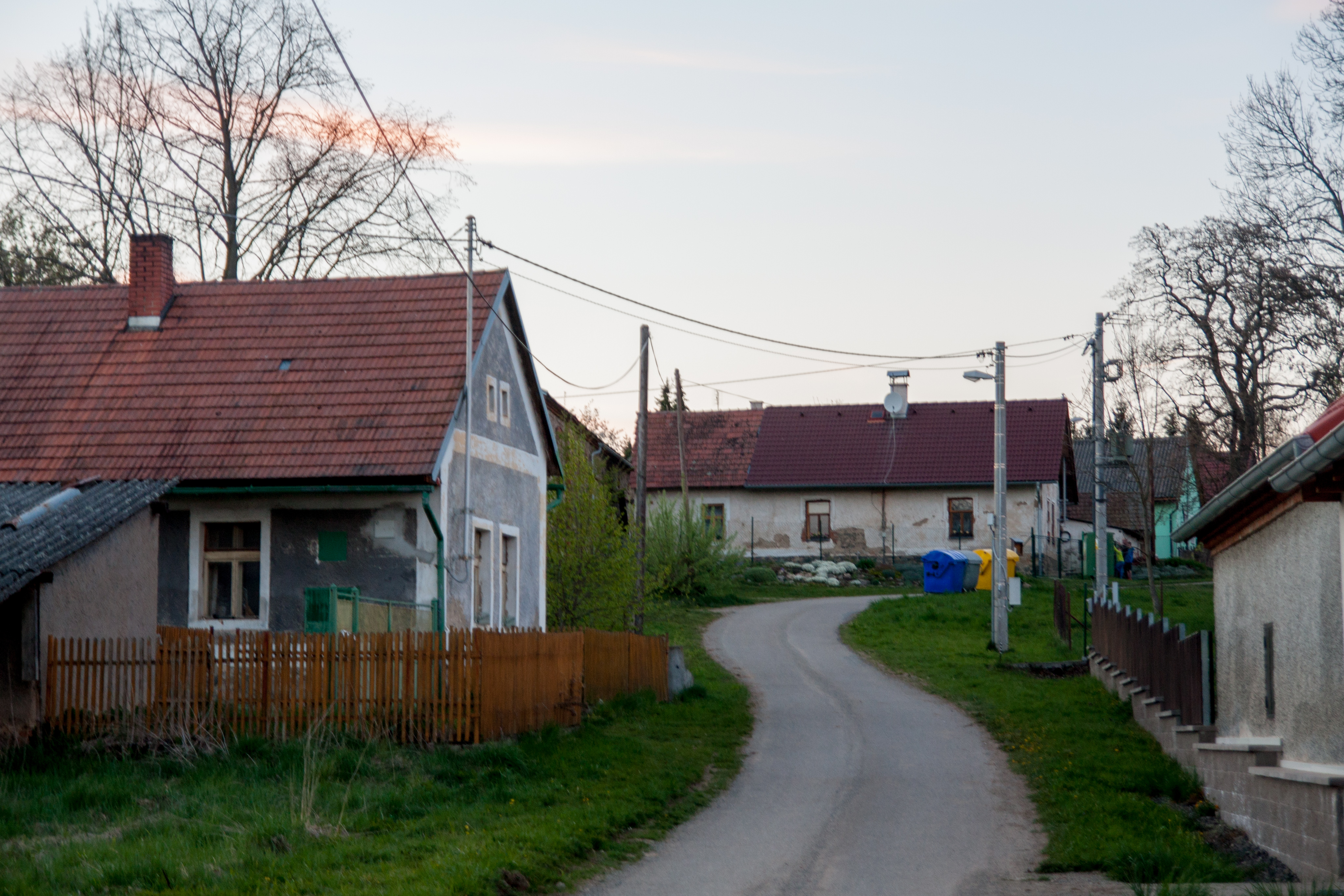
Domy (2019)
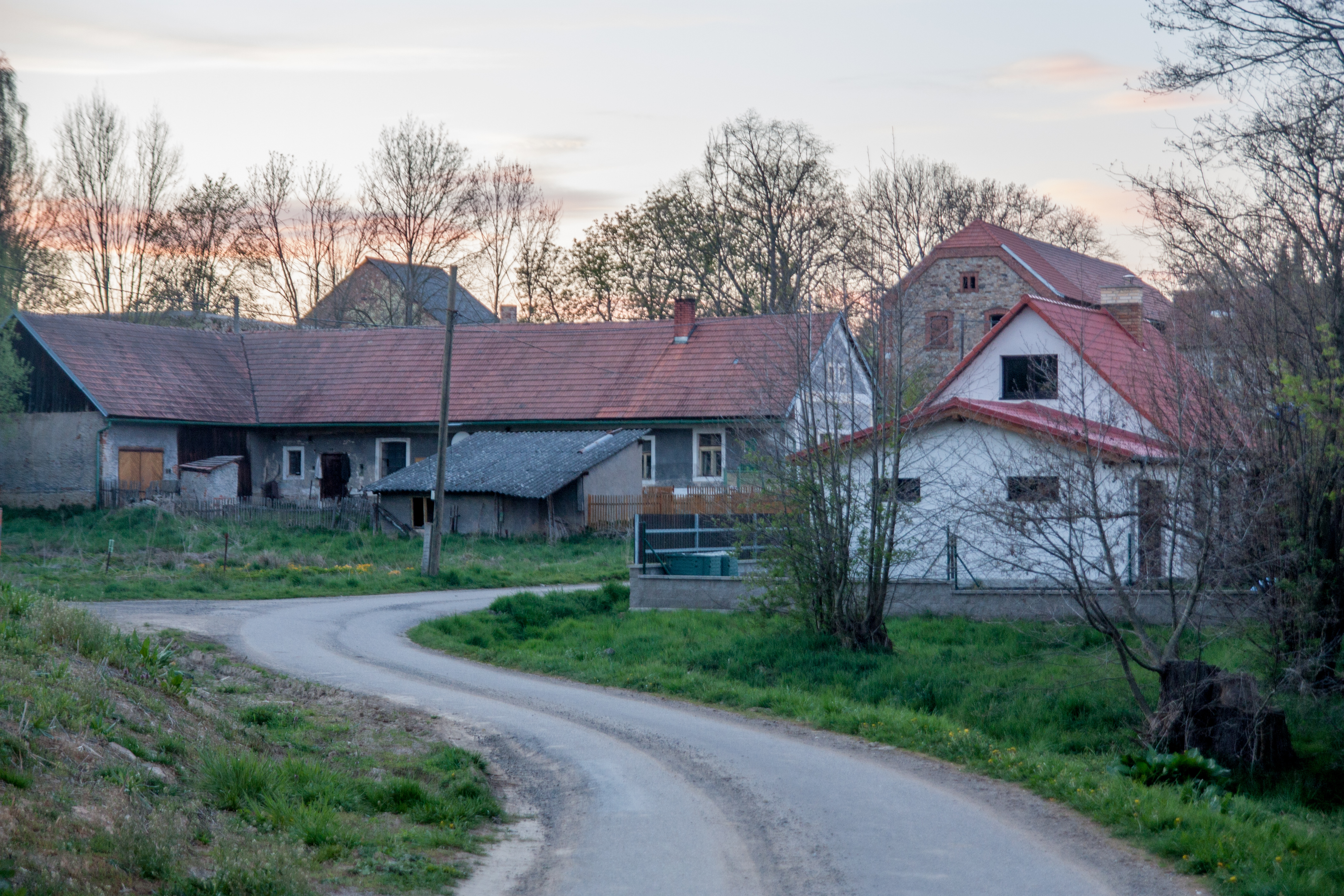
Křižovatka (2019)
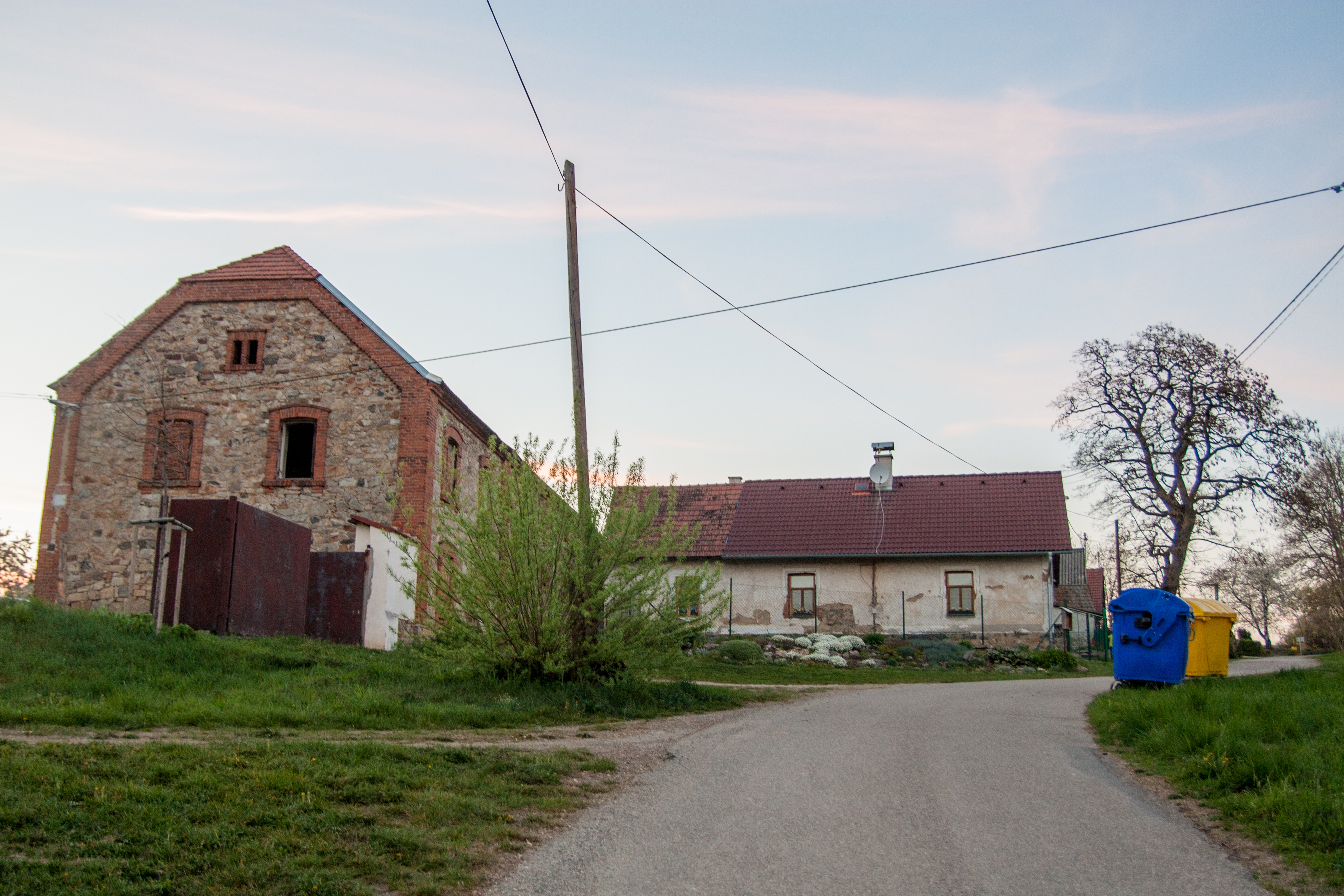
Dům (2019)